# Henricosbòrnids
Els henricosbòrnids (Henricosborniidae) són una família extinta de mamífers notoungulats que visqueren a Sud-amèrica des del Paleocè fins al Miocè inferior.